# Angelo Falzon
Angelo Falzon OFM (en español: Ángel Falzon) (Naxxar, 15 de octubre de 1957) es un eclesiástico y misionero católico maltés afincado en Honduras, obispo de Comayagua desde 2024.

## Biografía
Nació el 15 de octubre de 1957, en el consejo local maltés de Naxxar.
Realizó su formación primaria en su ciudad natal, y la secundaria en el Seminario Franciscano de Rabat. Completó sus estudios eclesiásticos en el Instituto Nacional de Estudios Religiosos Eclesiásticos de Malta (INSERM).

### Vida religiosa
Ingresó en la Orden de Frailes Menores, realizando su primera profesión de votos religiosos el 2 de octubre de 1977. Realizó la profesión solemne el 10 de octubre de 1982.
Su ordenación sacerdotal fue el 29 de junio de 1984, por la Provincia Franciscana de los Frailes Menores de Malta. Fue destinado a la Provincia Franciscana de la Inmaculada Concepción en Nueva York, y se integró a la Fundación Centroamericana.
En enero de 1985, llegó a Honduras como misionero, donde fue:
- Vicario parroquial de Sta. Ana, en La Libertad (1985-1990).[6]
- Párroco de San Antonio, en Aguanqueterique (1990-2012).[7]
- Párroco de la Inmaculada Concepción, en Aguanqueterique (1990-2024).[8]

### Episcopado
El 14 de mayo de 2024, el papa Francisco lo nombró obispo de Comayagua. Fue consagrado el 29 de junio del mismo año, en la Catedral de Comayagua, a manos del obispo Joseph Bonello OFM.